# Dambel
Dambel (tiếng Ý: Dambel; tiếng Nones: Dambel; tiếng Latin: Ambulum) là một đô thị ở tỉnh Trento ở vùng Trentino-Alto Adige/Südtirol của Ý, tọa lạc cách 35 km về phía bắc của thành phố Trento. Tại thời điểm ngày 31 tháng 12 năm 2004, đô thị này có dân số 436 người và diện tích là 5,1 km².
Dambel nằm ở trung điểm của Val di Non với độ cao 750 m trên mực nước biển.
Dambel giáp các đô thị: Brez, Sarnonico, Cloz, Romallo, Romeno và Sanzeno.